# Rachid Sfar
Rachid Sfar (n. 11 septembrie 1933, Mahdia, Guvernoratul Mahdia, Tunisia – d. 20 iulie 2023, Mahdia, Guvernoratul Mahdia, Tunisia) a fost un politician tunisian care a deținut funcția de  prim ministru al Tunisiei  în perioada 1986–1987.